# 罗斯季斯拉夫·戈尔德施泰因
罗斯季斯拉夫·恩斯托维奇·戈尔德施泰因（羅馬化：Rostislav Ernstovich Gol'dshteyn；1969年3月15日—）是俄罗斯政治人物，现任代理科米共和国首脑、曾任犹太自治州州长。
2007年，戈尔德施泰因担任第五届国家杜马议员。2011年，他连任第六届国家杜马议员。2015年，他转任犹太自治州联邦委员会议员。2019年12月12日，俄罗斯总统普京任命他为犹太自治州代理州长。2020年9月22日，他正式当选为第4任犹太自治州州长。